# The Incredible Hulk (videojuego de 2008)
The Incredible Hulk es un videojuego basado en el superhéroe de Marvel Comics Hulk y en la película de 2008. Las versiones para consola fueron lanzadas el 5 de junio de 2008, y la versión para PC fue lanzada el 10 de junio de 2008. Edge of Reality desarrolló las versiones de consola, mientras Amaze Entertainment desarrolló la versión de mano del juego.
El juego se desarrolla muy similar a The Incredible Hulk: Ultimate Destruction, por su jugabilidad de entorno libre y sus controles similares. Los principales enemigos en el juego incluyen a: Abominación, los U-Foes, Bi-Bestia, Enclave, y el ejército de Estados Unidos dirigido por el General "Thunderbolt" Ross y el Mayor Glenn Talbot.
Una característica significativa es que tiene a Edward Norton, Tim Roth, Liv Tyler, William Hurt, y Tim Blake Nelson repitiendo sus papeles de la película.

## Sinopsis

### Trama
Bruce Banner era un científico convertido en fugitivo cuando fue afectado por una dosis de radiación gamma y un intento de suicidio falla luego de ver cómo se transforma en la bestia dentro de él: el increíble Hulk.
En algún lugar en una ciudad de Brasil, Bruce era perseguido por los soldados dirigidos por Emil Blonsky que fueron enviados por el General Thunderbolt Ross. Como la persecución termina cuando Banner se dirige dentro de un edificio fabril, los soldados disparan misiles al edificio, lo que hace que toneladas de escombros caigan sobre Banner, pero su vida fue salvada cuando se transformó en Hulk al instante. Escapó de la fábrica después de luchar contra Emil Blonsky y sus tropas. Hulk hace una huida rápida a Nueva York.
Después de llegar a la ciudad, Hulk se enfrenta y salva la vida de Rick Jones, un adolescente secuestrado por los soldados que trabajan para una organización llamada Enclave. Poco después, Hulk va en algunas misiones mientras protege a Rick Jones de las fuerzas de la sección Ceres del Enclave. Después de que empiezan algunas misiones, Hulk logra ayudar a desarmar bombas terremoto, destruye un laboratorio del Enclave, y salva a Jones de un cyborg gigante llamado Kyklops.
Poco después, Bruce Banner comienza a trabajar con Samuel Sterns que era, en verdad, su amigo "Sr. Azul". En una misión, Hulk logra destruir un satélite, así como un edificio con él, solo para ser confrontados por los U-Foes, un grupo sobrehumano consistente de un ser metálico llamado Ironclad, un ser telequinético nombrado Vector, una nube humanoide con el nombre de Vapor y un ser radiactivo por dentro y por fuera llamado X-Ray. Hulk logra vencerlos, a pesar de que los U-Foes sobrevivieron y pronto se comprometieron a destruir a Hulk, una vez que interfiere con ellos una vez más. Hulk es enviado a recuperar nanocitos robados por el Enclave, que están ocultos en camiones de basura que también están en el ojo del ejército.
El Mayor Glenn Talbot a continuación, envía al ejército a derrotar a Hulk. Hulk luego esquiva misiles para llegar a la fuente de la radiodifusión. Hulk logra destruir la fuente y derrotar a Emil Blonsky.
El Enclave ha creado robots para robar la energía de la ciudad. Rick Jones le dice esto a Bruce Banner y Hulk va a destruirlos en sus ubicaciones clave. Después de que los robots son destruidos, Hulk elimina las bombas químicas lanzándolas en el agua salada. Hulk hace esto, pero debe matar a algunos de los soldados contaminados del Enclave  cuando las bombas más pequeñas explotan. Después de derrotar a algunos soldados contaminados del Enclave, Hulk regresa a esas zonas para deshacerse de las máquinas de absorción de energía. Hulk luego se dirige a la Universidad Empire State para obtener una máquina que pudiera limpiar la contaminación, construida por el Dr. Samuel Sterns.
Hulk entonces lleva la lucha al Mayor Glenn Talbot, atrayendo a los helicópteros de la prensa. Después de un ataque contra una base militar, durante el cual las fuerzas de Talbot disparan sobre la prensa, así como Hulk, Talbot se esconde mientras Rick Jones sigue a su helicóptero. Hulk le da búsqueda al helicóptero de Talbot. Después de atacar otra base, Hulk se entera de que el Mayor Talbot ha capturado a Rick y lo está utilizando como cebo. Hulk rescata a Rick y escapa.
Después de escapar de los soldados de Talbot, Rick le dice a Bruce que el Enclave está creando un dispositivo de control mental masivo y necesita los datos para crear una contramedida. Hulk lucha contra los soldados del Enclave protegidos por el dispositivo para obtener los datos y atraer a los refuerzos de soldados del Enclave para que el escudo alrededor del edificio caiga y Rick pueda colarse. Al atacar la propiedad cercana del Enclave, los refuerzos son enviados hasta el escudo caído. Como Hulk pelea contra los soldados del Enclave,  Rick con éxito se infiltra en el edificio y pone en marcha algo a su salida. Hulk luego destruye el edificio para evitar que explote. El Enclave luego va tras ellos y Hulk lucha contra los robots del Enclave para conseguirle a Rick Jones algún tiempo para escapar. Cuando el Enclave rastrea el dispositivo hasta el edificio en el que Rick Jones tiene los datos, Hulk defiende el edificio para conseguirle a Rick algún tiempo para salir. Cuando Rick escapa, Hulk se dirige a la Universidad Empire State para ver a Samuel Sterns. Con la ayuda de una contramedida, Hulk se dirige hacia uno de sus edificios que contienen un sistema de energía de sifón. Cuando el escudo que rodea la antena se cae, Hulk se dirige hasta el techo. Después de que Hulk destruye la antena, los líderes del Enclave planean utilizar a Bi-Bestia para luchar contra Hulk. Al recibir la noticia de que el Enclave está colocando otra antena de control en Time Square, Hulk se dirige allí y lucha contra los soldados del Enclave bajo el control de Bi-Bestia. Después de que la antena es destruida, Hulk traba batalla con Bi-Bestia  y la destruye, antes de arrancarle la cabeza y revelando su interior mecánico. Esto hace que el Líder Júpiter  alcance la victoria después del fracaso de la Líder Ceres y la Líder Minerva.
Hulk luego va a destruir los generadores terremoto en los edificios para cesar los terremotos. El Enclave luego pone de blanco a Hulk con un láser orbital que está sincronizado sobre Manhattan. Con la ayuda de Rick Jones, Hulk escala el edificio que tiene la antena de satélite de control que Hulk destruye y sigue su choque hacia el Central Park. Bruce es contactado luego que los resultados de la prueba muestran que no hay cura para su condición, pero le dicen que pueden intentar si Hulk puede obtener partes del Cargador Gamma a partir de tres lugares, un depósito del Enclave, un edificio perteneciente al Enclave, y un transporte del ejército.
Samuel Sterns planea usar el Cargador Gamma para elevar los niveles gamma de Hulk. Hulk hace eso y evita que los soldados del Enclave se lo lleven de regreso.  Rick localiza el equipo robado y envía a Hulk a esa ubicación. El Enclave planea utilizar el equipo para impulsar sus tropas mutantes. Como  Rick los incapacita desde su helicóptero, Hulk limpia el área para que  Rick pueda aterrizar. Bruce Banner se dirige luego a la universidad donde sus antiguos datos de investigación están solo para que Betty Ross los obtenga antes de que todo sea eliminado por su padre. Bruce avista a Emil Blonsky indicando que el ejército del General Ross está aquí. Cuando los soldados de Ross agarran a Betty, Bruce se transforma en Hulk y ataca los puntos de despliegue del ejército. Hulk luego termina en otra pelea con Emil Blonsky que recibió el tratamiento que le da habilidades mejoradas. Hulk logra derrotarlo y escapa con Betty. Con Emil todavía vivo, el General Ross ordena darle a Emil algo de atención médica.
Betty le dice a Bruce que su padre va a atacar una base del Enclave y que subestima su poder. Hulk se dirige luego a proteger al General Ross y, finalmente, acaba con las fuerzas del Enclave, y una de sus bases. Cuando un soldado informa que Banner los venció, el General Ross comenta que no necesitan su ayuda. Hulk luego lucha contra los soldados del Enclave para evitar que lleguen a la tecnología Hulkbuster construida por Industrias Stark. Hulk logra repelerlos. Hulk luego ayuda a los Hulkbusters a combatir los soldados del Enclave y una plataforma flotante del Enclave. Después del fracaso del Líder Vulcan, los líderes del Enclave concluyen que el Ejército puede hacer el trabajo de eliminar a Hulk por ellos. Emil Blonsky se recupera y el General Ross se encarga de un tratamiento especial para Emil.
Samuel Sterns le dice a Hulk que pueden probar su dispositivo si Hulk puede obtener un simulador genético del Enclave. Samuel Sterns le informa a Hulk que el Enclave ha usado un arma biológica en un edificio y Hulk lleva el dispositivo allí  con la esperanza que Samuel Stern pueda utilizarlo para curar el lugar. Hulk luego previene la destrucción del edificio, mientras que Samuel trabaja en la cura. Cuando es un éxito en el edificio, Samuel Sterns concluye que la cura funciona.
Hulk entonces tiene que cuidar un camión con un arma experimental que el General Ross está transportando ya que no confía en el Mayor Glenn Talbot para el trabajo. Cuando Glenn Talbot roba el arma, Hulk va tras él. Hulk la recupera y se la da a Rick para que pueda destruirla. Cuando Betty Ross ha sido secuestrada bajo las órdenes del Mayor Talbot, Hulk pelea contra un Hulkbuster para destruir los generadores que atrapan a Betty Ross en una jaula. Después de que Hulk acaba con el Hulkbuster, Betty le dice al piloto del Hulkbuster que ella es la hija del General Ross. Esto hace que el Hulkbuster y las tropas con él se replieguen mientras Betty es liberada. Cuando le dicen al General Ross lo que pasa, su ejército ataca al Mayor Glenn Talbot, que ahora lleva una armadura Hulkbuster (que es alimentada por un mini reactor nuclear que volará la ciudad si explota). Hulk se une a la lucha y derrota a Talbot. Cuando la armadura Hulkbuster está a punto de estallar, Hulk la lanza al aire donde explota.
Samuel Sterns ha completado el dispositivo que curará a Bruce Banner de Hulk con la posibilidad de que lo mataría. A pesar de que suprimió los genes de Hulk, el General Ross y su ejército llegan tranquilizando a Bruce y se lo llevan a él y a Betty mientras el General Ross llama a Samuel a su causa. Después que el General Ross se va, Emil Blonsky llega a obtener más del tratamiento de Samuel Sterns. Esto hace que Emil se convierta en la Abominación que luego ataca la ciudad. Viendo que él es el único que puede detenerlo, Bruce Banner salta desde el helicóptero y se transforma en Hulk para luchar contra Abominación. Cuando Abominación ataca el helicóptero en el que se encuentran el General Ross y Betty, Hulk lo destruye y continúa su lucha contra Abominación. Hulk vence a Abominación y deja la zona. Betty le dice a su padre que espera que haya valido la pena.

## Personajes jugables
Ciertos personajes, es decir, los que se enumeran con una plataforma específica, solo estarán disponibles en esa plataforma de consola.
| Personajes jugables                  | Personajes desbloqueables                      |
| ------------------------------------ | ---------------------------------------------- |
| El Increíble Hulk                    | Abominación                                    |
| Hulk Rojo - Xbox 360 (solo GameStop) | Hulk Clásico                                   |
| Joe Fixit - Xbox 360                 | Ironclad                                       |
|                                      | Hulkbuster Iron Man - PlayStation 3 y Xbox 360 |
|                                      | Maestro                                        |
|                                      | Profesor Hulk                                  |
|                                      | Cicatriz Verde - PlayStation 3                 |

## Reparto
- Edward Norton como el Dr. Robert Bruce Banner
- Fred Tatasciore como Hulk
- Liv Tyler como Elizabeth "Betty" Ross
- Tim Roth como el RM May. Emil Blonsky
- William Hurt como el Ten. Gen. de USAF Thaddeus "Thunderbolt" Ross
- Tim Blake Nelson como el Dr. Samuel Sterns
- S. Scott Bullock como Vector / Simon Utrecht, Líder Júpiter
- Jon Curry como Richard "Rick" Jones, Abominación
- Chris Edgerly como Bi-Bestia (cabeza de abajo)
- Keith Ferguson como Bi-Bestia (cabeza de arriba), X-Ray / James "Jimmy" Darnell
- Michael Gannon como el May. de USAF Glenn Talbot
- Mitch Lewis como Ironclad / Michael Steel
- Rachael MacFarlane como Vapor / Ann Darnell
- Jeffrey Parker como Efectos Vocales de Abominación
- Stephen Stanton como Iron Man / Anthony "Tony" Stark
- Courtenay Taylor como Summervox, Líder Minerva
- Simbi Khali Williams como Líder Ceres
- Dave Wittenberg como Líder Vulcan